# När Domus kom till stan
När Domus kom till stan är en svensk dokumentärfilm från 2004. Filmen är regisserad av Anders Wahlgren för Sveriges Television. Den visades för första gången den 15 september 2004 i SVT2.

## Innehåll
Dokumentären handlar om de så kallade rekordåren då hela stadskärnor med flera hundra år gamla byggnader revs för att göra plats åt stora varuhus, i synnerhet Domusvaruhus, och tillhörande parkeringshus, exempelvis Caroli city. Enligt Wahlgren kunde KF i nära samarbete med lokala politiker se till att varuhusen fick ett så centralt läge som möjligt, något som ska ha bidragit till några av de största stadsomvandlingarna i Sverige genom tiderna.
I filmen har man besökt 14 städer (Eskilstuna, Ronneby, Ljungby, Karlskrona, Kristianstad, Kalmar, Skövde, Västervik, Norrköping, Västerås, Sala, Enköping, Gävle och Härnösand) för att se hur varuhusen påverkat städerna. Wahlgren konstaterar att varuhusen Domus och Epa numera har försvunnit för att ersättas av gallerior.
I början av dokumentären intervjuas konstnären Sven Ljungberg som målade av sin stad Ljungby innan delar av dess centrum revs för att ge plats åt varuhusen.